# 化学地理学
化学地理学是研究各个地理环境的化学组成和化学元素（物质）的组成、分布、迁移转化和地理分异规律、其成因的一门学科。是自然地理学的一个分支学科。因为地球表层不同地理环境的化学元素的组成和化学特性差异明显，其形成及迁移模式会对人类生活、生产等影响。
与大气相关的学科称为大气化学地理学，与水相关的学科称为水化学地理学，与土壤相关的学科称土壤化学地理学，与生物相关的学科称生物化学地理学，与生命相关的学科称生命元素化学地理学，与人类健康相关的学科称健康化学地理学。